# Transport kolejowy w Czarnogórze

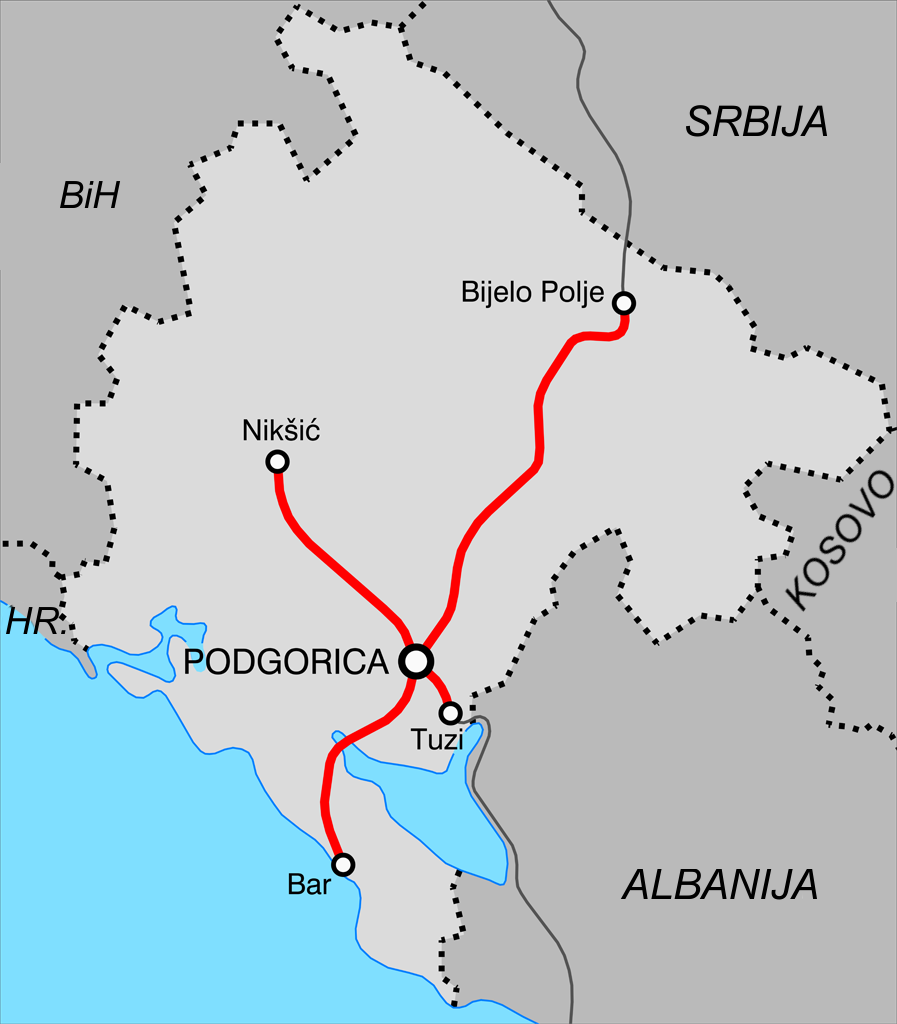
Sieć kolejowa Czarnogóry

Transport kolejowy w Czarnogórze – sieć linii kolejowych o łącznej długości 327,72 km, znajdująca się w Czarnogórze.

## Organizacja
Od 2006 do 2008 transport kolejowy w Czarnogórze zarządzany był przez spółkę Željeznica Crne Gore. 2 lipca 2008 dokonano restrukturyzacji, w wyniku której odpowiedzialności podzielono między cztery spółki:
- Željeznički prevoz Crne Gore (ŽPCG) – przewozy pasażerskie
- Montecargo – przewozy towarowe
- Željeznička Infrastruktura Crne Gore (ŽICG) – infrastruktura
- Održavanje Željezničkih Voznih Sredstava (OŽVS) – tabor

## Infrastruktura
Łączna długość linii kolejowych w Czarnogórze wynosi 327,72 km. 77,2 km z nich stanowią tory stacyjne. Linie kolejowe są jednotorowe. 223,8 km stanowią linie zelektryfikowane (25 kV, 50 Hz). Wszystkie tory mają rozstaw 1435 mm.
W 2022 r. władze Czarnogóry ogłosiły rozpoczęcie prac projektowych dla dwóch linii: od stacji Nikšić do Bileća w Bośni i Hercegowinie oraz drugiej od miasta Pljevlja przez Bijelo Polje do stacji Berane z możliwością przedłużenia do granicy Kosowa.

### Linie kolejowe
System kolejowy w Czarnogórze można podzielić na trzy linie:
- Bijelo Polje – Bar, część linii Belgrad – Bar
- Nikšić - Podgorica
- Podgorica - Shkodër

W trakcie analiz jest również projekt budowy nowej linii kolejowej Pljevlja - Bijelo Polje - Berane - granica z Kosowem.

### Połączenia międzynarodowe
Czarnogórska sieć kolejowa posiada dwa połączenia międzynarodowe:
- W Bijelo Polje z Serbią
- W Tuzi z Albanią (czynne jedynie w ruchu towarowym)

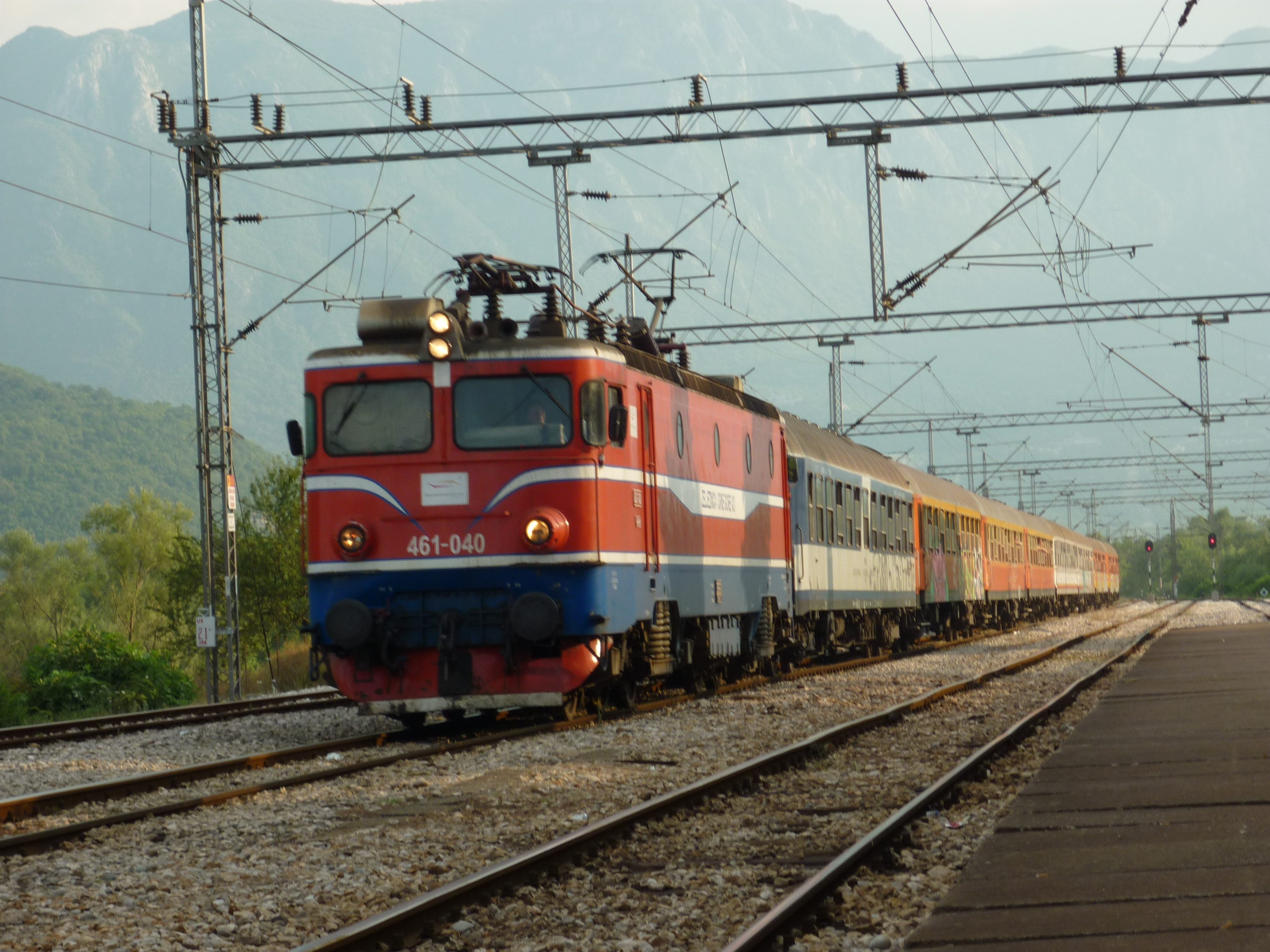
ŽCG 461 w Virpazarze

## Tabor
Koleje czarnogórskie wykorzystują następujące lokomotywy:
- Elektryczne: ŽCG 441, ŽCG 461
- Spalinowe: ŽCG 642, ŽCG 643, ŽCG 644, ŽCG 661, ŽCG 774
- Elektryczne zespoły trakcyjne: ŽCG 412/416, CAF CIVITY